# Aptinothrips stylifer
Aptinothrips stylifer är en insektsart som beskrevs av Filip Trybom 1894. Aptinothrips stylifer ingår i släktet Aptinothrips och familjen smaltripsar. Arten är reproducerande i Sverige. Inga underarter finns listade i Catalogue of Life.